# Louis Arthur von Briesen
Louis Arthur von Briesen (* 19. Januar 1819 in Schivelbein; † 11. Januar 1896 in Hirschberg) war ein preußischer Generalleutnant.

## Leben

### Herkunft
Louis Arthur entstammte dem Adelsgeschlecht Briesen. Er war der Sohn von Ludwig von Briesen (1773–1859) und dessen Ehefrau Karoline Sabine, geborene von Mellenthin († 1861).

### Militärkarriere
Briesen besuchte das Joachimsthalsche Gymnasium und trat anschließend am 11. Juli 1835 als Musketier in das 2. Infanterie-Regiment der Preußischen Armee ein. Hier wurde er am 13. Juli 1837 zum Portepeefähnrich ernannt sowie am 22. Mai 1839 zum Sekondeleutnant befördert. Von Oktober 1842 bis Ende März 1848 war Briesen dann Lehrer an den vereinigten Divisionsschulen des II. Armee-Korps. Anschließend nahm er mit seinem Stammregiment am Feldzug gegen Dänemark teil und kämpfte bei Schleswig und Düppel. Im August 1850 wurde Briesen Adjutant beim II. Bataillon des 8. Landwehr-Regiments und kam dann in gleicher Funktion am 1. Juli 1851 zum 2. Landwehr-Regiment. Hier fungierte Briesen ab 1. Oktober 1853 als Kompanieführer beim I. Bataillon, wurde am 21. Juli 1857 Hauptmann und kehrte schließlich zwei Jahre später zum 2. Infanterie-Regiment zurück. Dort verwendete man ihn zunächst als Kompaniechef und nach seiner Beförderung zum Major ab 18. April 1865 als Kommandeur des I. Bataillons. Mit dem Regiment kämpfte Briesen 1866 während des Krieges gegen Österreich bei Gitschin und Königgrätz. Für persönliche Tapferkeit erhielt Briesen am 20. September 1866 den Kronenorden III. Klasse mit Schwertern.
Nach Kriegsende folgte am 25. September 1867 seine Versetzung in das Infanterie-Regiment Nr. 23 sowie am 22. März 1868 seine Beförderung zum Oberstleutnant. Als solcher wurde Briesen am 18. Juli 1870 für die Dauer des Krieges gegen Frankreich zum Regimentskommandeur ernannt und acht Tage später zum Oberst befördert. Er nahm am Gefecht bei Chevilly sowie der Belagerung von Paris teil, wurde mit beiden Klassen des Eisernen Kreuzes ausgezeichnet und nach Kriegsende als Regimentskommandeur bestätigt.
Am 15. September 1874 wurde Briesen à la suite des Regiments gestellt und mit der Führung der 2. Infanterie-Brigade beauftragt. Einen Monat später folgte seine Ernennung zum Kommandeur dieser Brigade sowie am 27. Oktober 1874 die Beförderung zum Generalmajor. In dieser Stellung kam es zu einem schweren Zerwürfnis mit seinem vorgesetzten Kommandierenden General Albert von Barnekow. Dieser hatte Briesen im Beisein von Untergebenen in heftiger Weise kritisiert. Er beschwerte sich darüber bei höherer Stelle und erhielt zwar Recht, wurde aber daraufhin am 2. Januar 1887 als Kommandeur zur 17. Infanterie-Brigade versetzt. Für seine langjährigen Dienste erhielt Briesen am 20. Januar 1878 den Roten Adlerorden II. Klasse mit Eichenlaub und Schwertern. Er wurde am 3. Mai 1878 mit Pension unter Verleihung des Kronenordens II. Klasse mit Stern und Schwertern zur Disposition gestellt.
Briesen erhielt am 30. September 1895 noch den Charakter als Generalleutnant.

### Familie
Briesen hatte sich am 14. März 1843 in Stettin mit Cäcilie Huda von Wedel (* 25. Juli 1823; † 31. August 1863 in Stettin) verheiratet. Nach ihrem Tod heiratete er in Breslau am 6. September 1865 Klara, geborene Jaeckel, verwitwete Suren (* 7. Juni 1834 in Breslau; † 12. September 1898 in Bernburg (Saale)). Aus den Ehen gingen folgende Kinder hervor:
- Hedwig (* 10. August 1844), Schwester im Augusten-Hospital in Berlin
- Gertrud (* 16. Februar 1846; † 26. Januar 1904), Pensions- und Schul-Vorsteherin in Potsdam
- Walter (1846–1856)
- Alfred Arthur Konstantin (1849–1914), preußischer General der Infanterie
- Martha (1851–1876)
- Rüdiger Arthur (* 26. April 1853; † 9. April 1904), preußischer Oberst, zuletzt Kommandeur des Infanterie-Regiments „von Alvensleben“ (6. Brandenburgisches) Nr. 52[1] ⚭ 1882 Hedwig Ottilie von Wedel (* 17. Januar 1855)
- Albrecht (*/† 1856)
- Cäcilie (* 4. August 1857)
- Marie (1858–1859)
- Kurt (* 26. Juli 1866; † 26. Juni 1870)
- Hans (1868–1869)
- Margarethe (* 6. April 1870)
- Erich (* 2. März 1873; † 1898)